# Allocapnia frumi
Allocapnia frumi är en bäcksländeart som beskrevs av Kirchner 1982. Allocapnia frumi ingår i släktet Allocapnia och familjen småbäcksländor. Inga underarter finns listade i Catalogue of Life.